# Erina taamensis
Erina taamensis är en fjärilsart som beskrevs av Tite 1963. Erina taamensis ingår i släktet Erina och familjen juvelvingar. Inga underarter finns listade i Catalogue of Life.